# Iria Fernández Crespo
Íria Fernàndez Crespo (Barcelona, 1982) és una poetessa, i escriptora catalana.

## Trajectòria
Participacions en recitals de poesia a Barcelona i altres ciutats. En 2010 va publicar el seu primer poemari individual Flores da galvana.

## Obres

### Poesia
- Flores da galvana. 2010. Editorial Espiral Maior. ISBN 978-84-92646-53-1[2]

### Obres col·lectives
- Quàntiques! 2008. Editor Quarkpoesia i Universitat Autònoma de Barcelona, 100 pàg. ISBN 8449025397 obra en línia, l'autora entre pàgines 29 a 38[Enllaç no actiu]